# Two Memories
Two Memories er en amerikansk stumfilm fra 1909 af D. W. Griffith.

## Medvirkende
- Marion Leonard som Marion Francis
- David Miles som Henry Lawrence
- Mary Pickford
- Charles Avery
- Clara T. Bracy